# Trausella
Trausella är en ort i storstadsregionen Turin i regionen Piemonte, Italien. Trausella var före den 1 januari 2019 en egen kommun, men slogs då samman med Meugliano och Vico Canavese för att bilda kommunen Valchiusa. Kommunen hade före sammanslagningen 122 invånare.